# Just Dance 2014
Just Dance 2014 är ett dansspel utvecklad av Ubisoft, den släpptes till konsolerna PlayStation 3, Wii, Wii U, Xbox 360, PlayStation 4, Xbox One. Det är det första spelet som använder år på titeln istället för nummerordning. Spelet har åldersgränsen E10+ av ESRB i Nordamerika och 3+ av PEGI i Europa.

## Spelupplägg
Som i föregående Just Dance-spel bedöms spelarna efter deras rörelser som utförs när man väljer låt och följer efter spelets dansare. Alla versioner inkluderar spelarläget Classic från tidigare spel, i On-Stage Mode som är en ny spelarläge, spelaren tar rollen medan två spelare är back up-dansare. Annat spelarläge är en tävling mot ett spökes rörelser av en vän. Spelet har även ett karaoke-läge till konsoler med mikrofon. Spelaren belönas för att sjunga den rätta tonen med poäng och blir inte bestraffas om man inte sjunger korrekt. Party Master Mode, ett exklusivt spelarläge till Wii U-, Xbox 360- och Xbox One-versionerna av spelet är en uppdaterad version av Puppet Master Mode som finns med i Wii U-versionen av Just Dance 4 där spelaren använder Gamepad eller Xbox SmartGlass för att ändra spelets regler, nuvarande låt och en specifik dans för upp till fyra spelare. Dance mash-ups, alternate/extreme/sweat -versionerna och Battle-läget är tillgängliga. Dance Quests  från Just Dance 4 och Non-Stop Shuffle har tagits bort. Xbox One-versionen av spelet har stöd för upp till sex spelare kan delta samtidigt. World Dance Floor, tillgängligt till alla konsoler är en tävling som spelas online. Alla spelare i världen dansar i samma spellista, tävlar i en rankinglista och kan dela sina AutoDance-klipp med andra. En Wi-Fi (internetuppkoppling) krävs för att spela detta läge.
Ett spelarläge kallad Just Dance DJ utvecklad till Xbox One- och Playstation 4-versionerna av spelet på grund av att vara stor efterfråga, vilket gör det möjligt för spelaren att kontrollera egna rörelser själva i låtarna. I Endless Party kan spelaren använda DJ-läget för att dansa rörelserna.
Korta klipp från dansarna kan delas ut på Facebook, Twitter och i Just Dances nätverk AutoDance.

## Låtar
Spelet innehåller 49 låtar. 
| Sång                                               | Artist                                   | Svårighetsgrad | År   | Spelarläge | Dansare     |
| -------------------------------------------------- | ---------------------------------------- | -------------- | ---- | ---------- | ----------- |
| "99 Luftballons"                                   | Nena (Rutschen Planeten)                 | Easy           | 1983 | Duett      | ♂/♀         |
| "Alfonso Signorini (Eroe Nazionale)" (P)           | Fedez                                    | Hard           | 2013 | Solo       | ♂           |
| "Applause" (JWiiU)                                 | Lady Gaga                                | Medium         | 2013 | Solo       | ♀           |
| "Aquarius/Let the Sunshine In"*/(DOB)              | The 5th Dimension (The Sunlight Shakers) | Easy           | 1969 | Duett      | ♀/♀         |
| "Blame It on the Boogie"(SD)                       | Mick Jackson                             | Easy           | 1978 | Dance Crew | ♂/♀/♂/♀     |
| "Blurred Lines                                     | Robin Thicke med Pharrell Williams       | Easy           | 2013 | Duett      | ♂/♂         |
| "C'mon"                                            | Ke$ha                                    | Medium         | 2013 | Duett      | ♀/♂         |
| "Candy"                                            | Robbie Williams                          | Medium         | 2012 | Duett      | ♂/♀         |
| "Careless Whisper" (JWiiU)                         | George Michael                           | Hard [Medium]  | 1985 | Duet       | ♂/♀         |
| "Could You Be Loved"                               | Bob Marley                               | Easy           | 1980 | Duett      | ♀/♀         |
| "Dançando" (ND)                                    | Ivete Sangalo                            | Medium         | 2013 | Solo       | ♀           |
| "Danse (Pop Version)" (P)                          | TAL                                      | Medium         | 2013 | Solo       | ♀           |
| "Feel So Right"                                    | Imposs med Konshens                      | Hard           | 2013 | Solo       | ♀           |
| "Feel This Moment"                                 | Pitbull med Christina Aguilera           | Easy           | 2013 | Solo       | ♀           |
| "Fine China"                                       | Chris Brown                              | Medium         | 2013 | Solo       | ♂           |
| "Flashdance... What a Feeling"*                    | Irene Cara (The Girly Team)              | Hard           | 1983 | Solo       | ♀           |
| "Follow the Leader"                                | Wisin and Yandel med Jennifer Lopez      | Hard           | 2012 | Solo       | ♀           |
| "Gentleman" (JWiiU)                                | PSY                                      | Medium         | 2013 | Solo       | ♂           |
| "Gimme! Gimme! Gimme! (A Man After Midnight)" (AD) | Abba                                     | Easy           | 1979 | Solo       | ♀           |
| "Get Lucky"                                        | Daft Punk med Pharrell Williams          | Medium         | 2013 | Duet       | ♂/♂         |
| "Ghostbusters"                                     | Ray Parker Jr.                           | Medium         | 1984 | Dance Crew | ♂/♂/♂/♂     |
| "I Kissed a Girl"                                  | Katy Perry                               | Medium         | 2008 | Solo       | ♀           |
| "I Will Survive"(JWiiU)                            | Gloria Gaynor                            | Easy           | 1978 | Solo       | ♀           |
| "In the Summertime"                                | Mungo Jerry                              | Easy           | 1970 | Dance Crew | ♂/♀/♂/♀     |
| "Isidora"                                          | Bog Bog Orkestar                         | Medium         | 2013 | Solo       | ♂           |
| "It's You"                                         | Duck Sauce                               | Medium         | 2013 | Solo       | ♂           |
| "Just a Gigolo"*                                   | Louis Prima                              | Medium         | 1956 | Duet       | ♂/♀         |
| "Just Dance" (JWiiU)                               | Lady Gaga med Colby O'Donis              | Hard [Medium]  | 2008 | Solo       | ♀           |
| "Kiss You" (XOA)                                   | One Direction                            | Easy           | 2013 | Dance Crew | ♂/♂/♂/♂     |
| "Limbo"                                            | Daddy Yankee                             | Hard           | 2012 | Duett      | ♂/♀         |
| "Love Boat"*                                       | Jack Jones (Frankie Bostello)            | Medium         | 1979 | Solo       | ♂           |
| "María"                                            | Ricky Martin                             | Hard           | 1995 | Solo       | ♂           |
| "Miss Understood"                                  | Sammie                                   | Medium         | 2013 | Solo       | ♀           |
| "Moskau"*                                          | Dschinghis Khan (Dancing Bros.)          | Hard           | 1979 | Duett      | ♂/♀         |
| "Nitro Bot" (2015U)                                | Sentai Express                           | Medium         | 2013 | Duett      | ♂/♀         |
| "Pound The Alarm"                                  | Nicki Minaj                              | Medium         | 2012 | Dance Crew | ♀/♀/♀/♀     |
| "Prince Ali"                                       | Disney's Aladdin                         | Medium         | 1992 | Dance Crew | ♂/♀/♂/♂     |
| "Rich Girl"                                        | Gwen Stefani med Eve                     | Easy           | 2004 | Solo       | ♀           |
| "Safe and Sound" (F)/(N)/(U)                       | Capital Cities                           | Easy           | 2013 | Solo       | ♀-♂-♀-♂-♀   |
| "She Wolf (Falling to Pieces)"                     | David Guetta med Sia                     | Medium         | 2012 | Solo       | ♀           |
| "Starships"                                        | Nicki Minaj                              | Hard           | 2012 | Solo       | ♀           |
| "#thatPOWER                                        | will.i.am med Justin Bieber              | Hard           | 2013 | Dance Crew | ♀/♂/♂/♀     |
| "The Other Side" (ND)                              | Jason Derulo                             | Hard           | 2013 | Solo       | ♂           |
| "The Way"                                          | Ariana Grande med Mac Miller             | Easy           | 2013 | Duett      | ♂/♀         |
| "Troublemaker"                                     | Olly Murs med Flo Rida                   | Easy           | 2012 | Solo       | ♂           |
| "Turn Up the Love"                                 | Far East Movement med Cover Drive        | Hard           | 2012 | Duet       | ♂/♀         |
| "Waking Up in Vegas" (POP)/(ND)                    | Katy Perry                               | Medium         | 2008 | Solo       | ♀           |
| "Where Have You Been"                              | Rihanna                                  | Hard           | 2012 | Solo       | ♀           |
| "Wild"                                             | Jessie J med Big Sean                    | Hard           | 2013 | Solo       | ♀           |
| "Y.M.C.A." (K)                                     | Village People                           | Easy           | 1978 | Dance Crew | ♂*/♂*/♂*/♂* |

- En "*" visar att sången är en cover-version, inte originalet.
- Ett "(K)" visar att sången även finns med i Just Dance Kids.
- Ett "(DOB)" visar att sången även finns med i Dance on Broadway.
- Ett "(SD)" visar att sången även finns med i The Smurfs Dance Party.
- Ett "(AD)" visar att sången även finns med i Abba: You Can Dance.
- Ett "(JWiiU)" visar att sången även finns med i Just Dance Wii U.
- Ett "(N)" visar att sången är exklusiv i NTSC-regionen (Nordamerika).
- Ett "(ND)" visar att sången är exklusiv i NTSC-regionen (Nordamerika), men är en DLC i PAL-regionen (Europa) av spelet.
- Ett "(P)" visar att sången är exklusiv i PAL-regionen (Europa och Australien).
- Ett "(POP)" visar att sången kan låsas upp i NTSC-U (Nordamerika) Wii-, Wii U- och Xbox 360-versionerna av spelet använder alfanumerisk kod.
- Ett "(F)" visar att sången kan låsas upp i NTSC-U (Nordamerika) Wii-, Wii U-, och Xbox 360-versionerna av spelet använder alfanumerisk kod.
- Ett (XOA) visar att sången kallas som en alternativ version i Xbox One-versionen.
- Ett "(U)" visar att sången är gratis, om man har ett Uplay-konto.
- En "♀*" och/eller "♂*" visar att dansaren/dansarna  återvänder.
- Svårighetsgrader inom  hakparentes "[ ]" visar sångens nivå (JWiiU).
- "()" parentes visar cover-artist i sången.
- En "(2015U)" visar att sången även finns med i Just Dance 2014, den är endast tillgänglig för Uplay.

## Alternate routines
| Sång                                          | Artist                              | Svårighetsgrad | År   | Spelarläge               | Dansare     |
| --------------------------------------------- | ----------------------------------- | -------------- | ---- | ------------------------ | ----------- |
| "Applause" (DLC)                              | Lady Gaga                           | Hard           | 2013 | Alternate Version/Solo   | ♀           |
| "Blame It on the Boogie" (E)                  | Mick Jackson                        | Hardest        | 1978 | Extrem version/Solo      | ♀           |
| "Blurred Lines" (DLC)                         | Robin Thicke med Pharrell Williams  | Hardest        | 2013 | Extrem version/Solo      | ♀           |
| "Careless Whisper"                            | George Michael                      | Medium         | 1985 | On-Stage Mode            | ♀/♂/♀       |
| "Fine China"                                  | Chris Brown                         | Hardest        | 2013 | Extrem version/Solo      | ♂           |
| "Follow the Leader" (U)                       | Wisin and Yandel med Jennifer Lopez | Medium         | 2013 | Sweat Version/Solo       | ♂           |
| "Gentleman"                                   | PSY                                 | Easy           | 2013 | Sweat Version/Solo       | ♀           |
| "Ghostbusters"                                | Ray Parker Jr.                      | Medium         | 1984 | Sweat Version/Solo       | ♀           |
| "Gimme! Gimme! Gimme! (A Man After Midnight)" | Abba                                | Medium         | 1979 | On-Stage Mode            | ♂/♀/♂       |
| "I Kissed a Girl" (AU)                        | Katy Perry                          | Easy           | 2008 | On-Stage Mode            | ♂/♀/♀       |
| "I Kissed a Girl"                             | Katy Perry                          | Easy           | 2008 | Sweat Version/Solo       | ♀           |
| "It's You"                                    | Duck Sauce                          | Easy           | 2013 | Sweat Version/Solo       | ♀           |
| "I Will Survive"                              | Gloria Gaynor                       | Easy           | 1978 | On-Stage Mode            | ♂/♀/♂       |
| "Just Dance"                                  | Lady Gaga med Colby O'Donis         | Hard           | 2008 | On-Stage Mode            | ♀/♀/♀       |
| "Just Dance" (DLC)                            | Lady Gaga med Colby O'Donis         | Medium         | 2008 | Sweat Version/Solo       | ♂           |
| "Kiss You" (XOC)                              | One Direction                       | Medium         | 2013 | 6-Player Dance Crew      | ♀/♀/♀/♂/♂/♂ |
| "Kiss You"                                    | One Direction                       | Medium         | 2013 | Sweat Version/Solo       | ♂           |
| "Limbo"                                       | Daddy Yankee                        | Easy           | 2012 | Sweat Version/Solo       | ♀           |
| "María"                                       | Ricky Martin                        | Medium         | 1995 | Sweat Version/Solo       | ♀           |
| "Pound The Alarm" (DLC)                       | Nicki Minaj                         | Hardest        | 2012 | Extrem version/Solo      | ♂           |
| "Rich Girl"                                   | Gwen Stefani med Eve                | Hard           | 2004 | With a Chair/Solo        | ♀           |
| "Starships"                                   | Nicki Minaj                         | Hard           | 2012 | Charleston Version/Duett | ♀/♂         |
| "#thatPOWER"                                  | will.i.am med Justin Bieber         | Hardest        | 2013 | Extrem version/Solo      | ♂           |
| "#thatPower" (DLC)                            | will.i.am med Justin Bieber         | Hard           | 2013 | On-Stage Mode            | ♂/♂/♂       |
| "Troublemaker"                                | Olly Murs med Flo Rida              | Easy           | 2012 | Sweat Version/Solo       | ♂           |
| "Turn Up the Love"                            | Far East Movement med Cover Drive   | Medium         | 2012 | Sumo Version/Dance Crew  | ♂/♂/♂/♂     |
| "Where Have You Been"                         | Rihanna                             | Hardest        | 2012 | Extreme Version/Solo     | ♀           |
| "Where Have You Been"                         | Rihanna                             | Hard           | 2012 | On-Stage Mode            | ♂/♀/♂       |

- En "*" visar att sången är en cover-version, inte originalet.
- Ett "(U)" visar att sången måste låsas upp av ett Uplay-pris i Xbox 360, Xbox One, PlayStation 3, PlayStation 4 och Wii U.
- Ett "(E)" visar att sången är tillgängligt till alla konsoler utom i Wii-versionen.
- Ett "(DLC)" visar att sången är nedladdningsbart.
- Ett "(AU)" visar att sången är upplåst från början i alla  versionerna.
- Ett "(XOC)" visar att routine (rutin) kallas som Classic-version av sången i Xbox One-versionen.

## Dance Mash-Up Mode
| Sång                                              | Artist                              | År   | Upplåsbar månad | Gold Moves |
| ------------------------------------------------- | ----------------------------------- | ---- | --------------- | ---------- |
| "Blame It on the Boogie" (S)                      | Mick Jackson                        | 1978 | N/A             | Ja         |
| "Blurred Lines"                                   | Robin Thicke med Pharrell Williams  | 2013 | N/A             | Nej        |
| "C'mon" (S)                                       | Ke$ha                               | 2013 | N/A             | Ja         |
| "Candy" (S)                                       | Robbie Williams                     | 2012 | N/A             | Ja         |
| "Could You Be Loved" (M)                          | Bob Marley                          | 1980 | Mars            | Nej        |
| "Feel So Right"                                   | Imposs med Konshens                 | 2013 | N/A             | Ja         |
| "Fine China"(U)                                   | Chris Brown                         | 2013 | N/A             | Ja         |
| "Flashdance... What a Feeling"*                   | Irene Cara                          | 1983 | N/A             | Ja         |
| "Follow the Leader" (M)                           | Wisin and Yandel med Jennifer Lopez | 2012 | September       | Nej        |
| "Gentleman"                                       | PSY                                 | 2013 | N/A             | Ja         |
| "Ghostbusters" (M)                                | Ray Parker Jr.                      | 1984 | Februari        | Ja         |
| "Gimme! Gimme! Gimme! (A Man After Midnight)" (S) | Abba                                | 1979 | N/A             | Ja         |
| "I Kissed a Girl" (M)                             | Katy Perry                          | 2008 | December        | Ja         |
| "I Will Survive"                                  | Gloria Gaynor                       | 1978 | N/A             | Ja         |
| "It's You" (S)                                    | Duck Sauce                          | 2013 | N/A             | Nej        |
| "Just a Gigolo"                                   | Louis Prima                         | 1956 | N/A             | Ja         |
| "Just Dance"                                      | Lady Gaga med Colby O'Donis         | 2008 | N/A             | Nej        |
| "Limbo" (M)                                       | Daddy Yankee                        | 2012 | Januari         | Ja         |
| "Love Boat"*/(M)                                  | Jack Jones                          | 1979 | Augusti         | -          |
| "Miss Understood" (S)                             | Sammie                              | 2013 | N/A             | Nej        |
| "Moskau"*                                         | Dschinghis Khan                     | 1979 | N/A             | Ja         |
| "Pound The Alarm" (M)                             | Nicki Minaj                         | 2012 | Juli            | -          |
| "Prince Ali"                                      | Rollbesättningen av Aladdin         | 1992 | N/A             | Ja         |
| "Rich Girl" (M)                                   | Gwen Stefani med Eve                | 2004 | November        | Ja         |
| "She Wolf (Falling to Pieces)" (M)                | David Guetta feat. Sia              | 2012 | Oktober         | Nej        |
| "Starships" (S)                                   | Nicki Minaj                         | 2012 | N/A             | Ja         |
| "#ThatPower" (AU)                                 | will.i.am med Justin Bieber         | 2013 | N/A             | Ja         |
| "Troublemaker" (M)                                | Olly Murs med Flo Rida              | 2012 | Maj             | Ja         |
| "Turn Up the Love" (S)                            | Far East Movement med Cover Drive   | 2012 | N/A             | Nej        |
| "Where Have You Been" (M)                         | Rihanna                             | 2012 | April           | Ja         |
| "Wild"                                            | Jessie J med Big Sean               | 2013 | N/A             | Nej        |
| "Y.M.C.A." (M)                                    | Village People                      | 1978 | Juni            | -          |

- En "*" visar att sången är en cover-version, inte originalet.
- Ett "(U)" visar att sången måste låsas upp av ett Uplay-pris i Xbox 360, Xbox One, PlayStation 3, PlayStation 4 och Wii U.
- Ett "(S)" visar att sången är en sweat mash-up.
- Ett "(M)" visar att sången endast kan låsas upp i en viss månad.
- Ett "(AU)" visar att sången upplåst från början i alla versioner.

## Party Master Mode
| Sång                            | Artist                              | Svårighetsgrad | År   |
| ------------------------------- | ----------------------------------- | -------------- | ---- |
| "Flashdance... What a Feeling"* | Irene Cara                          | Hard           | 1983 |
| "Follow the Leader" (XOU)       | Wisin and Yandel med Jennifer Lopez | Hard           | 2012 |
| "Gentleman"                     | PSY                                 | Medium         | 2013 |
| "I Will Survive"                | Gloria Gaynor                       | Easy           | 1978 |
| "Just Dance"                    | Lady Gaga med Colby O'Donis         | Hard           | 2008 |
| "Love Boat"*                    | Jack Jones                          | Medium         | 1979 |
| "She Wolf (Falling to Pieces)"  | David Guetta med Sia                | Medium         | 2012 |
| "Starships"                     | Nicki Minaj                         | Hard           | 2012 |
| "Troublemaker"                  | Olly Murs med Flo Rida              | Easy           | 2012 |
| "Where Have You Been"           | Rihanna                             | Hard           | 2012 |

- En "*" visar att sången är en cover-version, inte originalet.
- Ett "(XOU)" visar att sången är upplåst från början.

## Battle Mode
| Sånger                                                   | Artister                              | Svårighetsgrad | År            | Dansare |
| -------------------------------------------------------- | ------------------------------------- | -------------- | ------------- | ------- |
| "Fine China" vs. "Gentleman"                             | Chris Brown VS. PSY                   | Medium         | 2013 VS. 2013 | ♂ VS ♂  |
| "She Wolf (Falling to Pieces)" VS. "Where Have You Been" | David Guetta med Sia VS. Rihanna      | Medium         | 2012 VS. 2012 | ♀ VS. ♀ |
| "Kiss You" VS. "Pound The Alarm"                         | One Direction VS. Nicki Minaj         | Medium         | 2013 VS. 2012 | ♂ VS. ♀ |
| "C'mon" VS. "#thatPOWER"                                 | Ke$ha VS. will.i.am med Justin Bieber | Medium         | 2013 VS. 2013 | ♂ VS. ♂ |

## Neddladdningsbart innehåll
Spelet erbjuder nedladdningsbara sånger som spelaren kan ladda ner.

### Wii
| Sång                                 | Artist                                   | Svårighetsgrad | År   | Spelarläge             | Dansare | Releasedatum     | Pris           |
| ------------------------------------ | ---------------------------------------- | -------------- | ---- | ---------------------- | ------- | ---------------- | -------------- |
| "Roar"                               | Katy Perry                               | Medium         | 2013 | Solo                   | ♀       | 1 oktober 2013   | 0 Wii Points   |
| "Pound The Alarm"                    | Nicki Minaj                              | Hardest        | 2012 | Extrem version/Solo    | ♂       | 1 oktober 2013   | 200 Wii Points |
| "Can't Hold Us"                      | Macklemore och Ryan Lewis med Ray Dalton | Medium         | 2012 | Solo                   | ♂       | 1 oktober 2013   | 300 Wii Points |
| "Wake Me Up"                         | Avicii med Aloe Blacc                    | Medium         | 2013 | Solo                   | ♂       | 1 oktober 2013   | 300 Wii Points |
| "What About Love"                    | Austin Mahone                            | Medium         | 2013 | Solo                   | ♂       | 26 november 2013 | 300 Wii Points |
| "American Girl"                      | Bonnie McKee                             | Medium         | 2013 | Solo                   | ♀       | 26 november 2013 | 300 Wii Points |
| "One Way or Another (Teenage Kicks)" | One Direction                            | Medium         | 2013 | Solo                   | ♂       | 26 november 2013 | 300 Wii Points |
| "Sexy and I Know It" (H)/(JWiiU)     | LMFAO                                    | Medium         | 2011 | Solo                   | ♂       | 26 november 2013 | 300 Wii Points |
| "Blurred Lines"                      | Robin Thicke med Pharrell Williams       | Hardest        | 2013 | Extreme Version/Solo   | ♀       | 26 november 2013 | 200 Wii Points |
| "The Other Side" (P)                 | Jason Derulo                             | Hard           | 2013 | Solo                   | ♂       | 26 november 2013 | 300 Wii Points |
| "Dançando" (P)                       | Ivete Sangalo                            | Medium         | 2013 | Solo                   | ♀       | 26 november 2013 | 300 Wii Points |
| "Don't You Worry Child"              | Swedish House Mafia med John Martin      | Medium         | 2012 | Solo                   | ♂       | 17 december 2013 | 300 Wii Points |
| "I Need Your Love"                   | Calvin Harris med Ellie Goulding         | Hard           | 2013 | Solo                   | ♀       | 17 december 2013 | 300 Wii Points |
| "Can't Get Enough"                   | Becky G med Pitbull                      | Medium         | 2013 | Solo                   | ♀       | 17 december 2013 | 300 Wii Points |
| "My Main Girl"                       | MainStreet                               | Easy           | 2013 | Solo                   | ♀       | 17 december 2013 | 300 Wii Points |
| "Gangnam Style" (4D)/(JWiiU)         | PSY                                      | Hard           | 2012 | Duett                  | ♂/♀-♂-♀ | 17 december 2013 | 300 Wii Points |
| "Applause"                           | Lady Gaga                                | Hard           | 2013 | Alternate Version/Solo | ♀       | 17 december 2013 | 200 Wii Points |
| "#thatPOWER"                         | will.i.am med Justin Bieber              | Hard           | 2013 | On-Stage Mode          | ♂/♂/♂   | 17 december 2013 | 200 Wii Points |
| "Timber"                             | Pitbull med Ke$ha                        | Medium         | 2013 | Duett                  | ♀/♂**   | 11 februari 2014 | 300 Wii Points |
| "Rock N Roll"                        | Avril Lavigne                            | Easy           | 2013 | Solo                   | ♀       | 11 februari 2014 | 300 Wii Points |
| "Die Young" (4D)                     | Ke$ha                                    | Hard           | 2012 | Duett                  | ♀/♀     | 11 februari 2014 | 300 Wii Points |
| "Just Dance"                         | Lady Gaga med Colby O'Donis              | Medium         | 2008 | Sweat Version/Solo     | ♂       | 11 februari 2014 | 200 Wii Points |
| "Part of Me" (4D)/(JWiiU)            | Katy Perry                               | Hard [Medium]  | 2012 | Solo                   | ♀       | 27 mars 2014     | 300 Wii Points |
| "Funhouse" (4D)                      | Pink                                     | Hard           | 2009 | Solo                   | ♀       | 27 mars 2014     | 300 Wii Points |
| "Moves Like Jagger" (4)              | Maroon 5 med Christina Aguilera          | Medium         | 2012 | Solo                   | ♂       | 22 april 2014    | 300 Wii Points |
| "Beauty and a Beat" (4)              | Justin Bieber med Nicki Minaj            | Hard           | 2012 | Solo                   | ♂       | 22 april 2014    | 300 Wii Points |
| "We R Who We R" (4D)                 | Ke$ha                                    | Medium         | 2010 | Solo                   | ♀       | 22 april 2014    | 300 Wii Points |
| "One Thing" (4D)                     | One Direction                            | Easy           | 2012 | Duett                  | ♀/♂     | 22 april 2014    | 300 Wii Points |
| "Waking Up in Vegas"                 | Katy Perry                               | Medium         | 2009 | Solo                   | ♀       | 22 april 2014    | 300 Wii Points |
| "The World is Ours" (R)              | David Correy med Monobloco               | Medium         | 2014 | Solo                   | ♂       | 9 maj 2014       | 300 Wii Points |

- En "*" visar att sången är en cover-version, inte originalet.
- Ett "(P)" visar att sången är endast tillgängligt för nedladdning i PAL-regionen.
- Ett "(H)" visar att sången finns även med i The Hip Hop Dance Experience.
- Ett "(JWiiU)" visar att sången även finns med i Just Dance Wii U.
- En "(4)" visar att sången även finns med i Just Dance 4.
- Ett "(4D)" visar att sången fanns som ett DLC i Just Dance 4.
- Ett "(R)" visar att sången  är begränsad i USA och Kanada.
- En "♀**" och/eller "♂**" visar dansaren/dansarna återvänder i andra kläder.
- Svårighetsgrader inom hakparentes "[ ]" visar sångens nivå (JWiiU).

### Xbox 360
| Sång                                 | Artist                                   | Svårighetsgrad | År   | Spelarläge             | Dansare | Releasedatum     | Pris  |
| ------------------------------------ | ---------------------------------------- | -------------- | ---- | ---------------------- | ------- | ---------------- | ----- |
| "Roar"                               | Katy Perry                               | Medium         | 2013 | Solo                   | ♀       | 1 oktober 2013   | $0.00 |
| "Pound The Alarm"                    | Nicki Minaj                              | Hardest        | 2012 | Extrem version/Solo    | ♂       | 1 oktober 2013   | $1.99 |
| "Can't Hold Us"                      | Macklemore och Ryan Lewis med Ray Dalton | Medium         | 2012 | Solo                   | ♂       | 1 oktober 2013   | $2.99 |
| "Wake Me Up"                         | Avicii med Aloe Blacc                    | Medium         | 2013 | Solo                   | ♂       | 1 oktober 2013   | $2.99 |
| "What About Love"                    | Austin Mahone                            | Medium         | 2013 | Solo                   | ♂       | 26 november 2013 | $2.99 |
| "American Girl"                      | Bonnie McKee                             | Medium         | 2013 | Solo                   | ♀       | 26 november 2013 | $2.99 |
| "One Way or Another (Teenage Kicks)" | One Direction                            | Medium         | 2013 | Solo                   | ♂       | 26 november 2013 | $2.99 |
| "Sexy and I Know It" (H)/(JWiiU)     | LMFAO                                    | Medium         | 2011 | Solo                   | ♂       | 26 november 2013 | $2.99 |
| "Blurred Lines"                      | Robin Thicke med Pharrell Williams       | Hardest        | 2013 | Extrem version/Solo    | ♀       | 26 november 2013 | $1.99 |
| "The Other Side" (P)                 | Jason Derulo                             | Hard           | 2013 | Solo                   | ♂       | 26 november 2013 | $2.99 |
| "Dançando" (P)                       | Ivete Sangalo                            | Medium         | 2013 | Solo                   | ♀       | 26 november 2013 | $2.99 |
| "Don't You Worry Child"              | Swedish House Mafia med John Martin      | Medium         | 2012 | Solo                   | ♂       | 17 december 2013 | $2.99 |
| "I Need Your Love"                   | Calvin Harris med Ellie Goulding         | Hard           | 2013 | Solo                   | ♀       | 17 december 2013 | $2.99 |
| "Can't Get Enough"                   | Becky G med Pitbull                      | Medium         | 2013 | Solo                   | ♀       | 17 december 2013 | $2.99 |
| "My Main Girl"                       | MainStreet                               | Easy           | 2013 | Solo                   | ♀       | 17 december 2013 | $2.99 |
| "Gangnam Style" (4D)/(JWiiU)         | PSY                                      | Hard           | 2012 | Duett                  | ♂/♀-♂-♀ | 17 december 2013 | $2.99 |
| "Applause"                           | Lady Gaga                                | Hard           | 2013 | Alternate Version/Solo | ♀       | 17 december 2013 | $1.99 |
| "#thatPOWER"                         | will.i.am med Justin Bieber              | Hard           | 2013 | On-Stage Mode          | ♂/♂/♂   | 17 december 2013 | $1.99 |
| "Timber"                             | Pitbull med Ke$ha                        | Medium         | 2013 | Duet                   | ♀/♂**   | 11 februari 2014 | $2.99 |
| "Rock N Roll"                        | Avril Lavigne                            | Easy           | 2013 | Solo                   | ♀       | 11 februari 2014 | $2.99 |
| "Die Young" (4D)                     | Ke$ha                                    | Hard           | 2012 | Duett                  | ♀/♀     | 11 februari 2014 | $2.99 |
| "Just Dance"                         | Lady Gaga med Colby O'Donis              | Medium         | 2008 | Sweat Version/Solo     | ♂       | 11 februari 2014 | $1.99 |
| "Part of Me" (4D)/(JWiiU)            | Katy Perry                               | Hard [Medium]  | 2012 | Solo                   | ♀       | 27 mars 2014     | $2.99 |
| "Funhouse" (4D)                      | Pink                                     | Hard           | 2009 | Solo                   | ♀       | 27 mars 2014     | $2.99 |
| "Moves Like Jagger" (4)              | Maroon 5 med Christina Aguilera          | Medium         | 2012 | Solo                   | ♂       | 22 april 2014    | $2.99 |
| "Beauty and a Beat" (4)              | Justin Bieber med Nicki Minaj            | Hard           | 2012 | Solo                   | ♂       | 22 april 2014    | $2.99 |
| "We R Who We R" (4D)                 | Ke$ha                                    | Medium         | 2010 | Solo                   | ♀       | 22 april 2014    | $2.99 |
| "One Thing" (4D)                     | One Direction                            | Easy           | 2012 | Duett                  | ♀/♂     | 22 april 2014    | $2.99 |
| "Waking Up in Vegas"                 | Katy Perry                               | Medium         | 2009 | Solo                   | ♀       | 22 april 2014    | $2.99 |
| "The World is Ours" (R)              | David Correy med Monobloco               | Medium         | 2014 | Solo                   | ♂       | 9 maj 2014       | $2.99 |

- En "*" visar att sången är en cover-version, inte originalet.
- Ett "(P)" visar att sången endast är nedladdningsbar i PAL-regionen.
- Ett "(H)" visar att sången finns även med i The Hip Hop Dance Experience.
- Ett "(JWiiU)" visar att sången även finns med i Just Dance Wii U.
- En "(4)" visar att sången även finns med i Just Dance 4.
- Ett "(4D)" visar att sången även fanns som ett DLC i Just Dance 4.
- Ett "(R)" visar att sången är begränsad i USA och Kanada.
- En "♀**" och/eller "♂**" visar dansaren/dansarna återvänder i andra kläder.
- Svårighetsgrader inom hakparentes "[ ]" visar sångens nivå (JWiiU).

### PlayStation 3
| Sång                                 | Artist                                   | Svårighetsgrad | År   | Spelarläge             | Dansare | Releasedatum     | Pris  |
| ------------------------------------ | ---------------------------------------- | -------------- | ---- | ---------------------- | ------- | ---------------- | ----- |
| "Roar"                               | Katy Perry                               | Medium         | 2013 | Solo                   | ♀       | 1 October 2013   | $0.00 |
| "Pound The Alarm"                    | Nicki Minaj                              | Hardest        | 2012 | Extreme Version/Solo   | ♂       | 1 October 2013   | $1.99 |
| "Can't Hold Us"                      | Macklemore och Ryan Lewis med Ray Dalton | Medium         | 2012 | Solo                   | ♂       | 1 October 2013   | $2.99 |
| "Wake Me Up"                         | Avicii med Aloe Blacc                    | Medium         | 2013 | Solo                   | ♂       | 1 October 2013   | $2.99 |
| "What About Love"                    | Austin Mahone                            | Medium         | 2013 | Solo                   | ♂       | 26 November 2013 | $2.99 |
| "American Girl"                      | Bonnie McKee                             | Medium         | 2013 | Solo                   | ♀       | 26 November 2013 | $2.99 |
| "One Way or Another (Teenage Kicks)" | One Direction                            | Medium         | 2013 | Solo                   | ♂       | 26 November 2013 | $2.99 |
| "Sexy and I Know It" (H)/(JWiiU)     | LMFAO                                    | Medium         | 2011 | Solo                   | ♂       | 26 November 2013 | $2.99 |
| "Blurred Lines"                      | Robin Thicke med Pharrell Williams       | Hardest        | 2013 | Extreme Version/Solo   | ♀       | 26 November 2013 | $1.99 |
| "The Other Side" (P)                 | Jason Derulo                             | Hard           | 2013 | Solo                   | ♂       | 26 November 2013 | $2.99 |
| "Dançando" (P)                       | Ivete Sangalo                            | Medium         | 2013 | Solo                   | ♀       | 26 November 2013 | $2.99 |
| "Don't You Worry Child"              | Swedish House Mafia med John Martin      | Medium         | 2012 | Solo                   | ♂       | 17 december 2013 | $2.99 |
| "I Need Your Love"                   | Calvin Harris med Ellie Goulding         | Hard           | 2013 | Solo                   | ♀       | 17 december 2013 | $2.99 |
| "Can't Get Enough"                   | Becky G med Pitbull                      | Medium         | 2013 | Solo                   | ♀       | 17 december 2013 | $2.99 |
| "My Main Girl"                       | MainStreet                               | Easy           | 2013 | Solo                   | ♀       | 17 december 2013 | $2.99 |
| "Gangnam Style" (4D)/(JWiiU)         | PSY                                      | Hard           | 2012 | Duett                  | ♂/♀-♂-♀ | 17 december 2013 | $2.99 |
| "Applause"                           | Lady Gaga                                | Hard           | 2013 | Alternate Version/Solo | ♀       | 17 december 2013 | $1.99 |
| "#thatPOWER"                         | will.i.am med Justin Bieber              | Hard           | 2013 | On-Stage Mode          | ♂/♂/♂   | 17 december 2013 | $1.99 |
| "Timber"                             | Pitbull med Ke$ha                        | Medium         | 2013 | Duet                   | ♀/♂**   | 11 February 2014 | $2.99 |
| "Rock N Roll"                        | Avril Lavigne                            | Easy           | 2013 | Solo                   | ♀       | 11 February 2014 | $2.99 |
| "Die Young" (4D)                     | Ke$ha                                    | Hard           | 2012 | Duett                  | ♀/♀     | 11 February 2014 | $2.99 |
| "Just Dance"                         | Lady Gaga med Colby O'Donis              | Medium         | 2008 | Sweat Version/Solo     | ♂       | 11 February 2014 | $1.99 |
| "Part of Me" (4D)/(JWiiU)            | Katy Perry                               | Hard [Medium]  | 2012 | Solo                   | ♀       | 27 March 2014    | $2.99 |
| "Funhouse" (4D)                      | Pink                                     | Hard           | 2009 | Solo                   | ♀       | 27 March 2014    | $2.99 |
| "Moves Like Jagger" (4)              | Maroon 5 med Christina Aguilera          | Medium         | 2012 | Solo                   | ♂       | 22 april 2014    | $2.99 |
| "Beauty and a Beat" (4)              | Justin Bieber med Nicki Minaj            | Hard           | 2012 | Solo                   | ♂       | 22 april 2014    | $2.99 |
| "We R Who We R" (4D)                 | Ke$ha                                    | Medium         | 2010 | Solo                   | ♀       | 22 april 2014    | $2.99 |
| "One Thing" (4D)                     | One Direction                            | Easy           | 2012 | Duett                  | ♀/♂     | 22 april 2014    | $2.99 |
| "Waking Up in Vegas"                 | Katy Perry                               | Medium         | 2009 | Solo                   | ♀       | 22 april 2014    | $2.99 |
| "The World is Ours" (R)              | David Correy med Monobloco               | Medium         | 2014 | Solo                   | ♂       | 9 May 2014       | $2.99 |

- En "*" visar att sången är en cover-version, inte originalet.
- Ett "(P)" visar att sången endast är nedladdningsbar i PAL-regionen.
- Ett "(H)" visar att sången finns även med i The Hip Hop Dance Experience.
- Ett "(JWiiU)" visar att sången finns även med i Just Dance Wii U.
- En "(4)" visar att sången finns även med i Just Dance 4.
- Ett "(4D)" visar att sången fanns även som ett DLC i Just Dance 4.
- Ett "(R)" visar att sången är begränsad i USA och Kanada.
- En "♀**" och/eller "♂**" visar dansaren/dansarna återvänder i andra kläder.
- Svårighetsgrader inom hakparentes "[ ]" visar sångens nivå (JWiiU).

### Wii U
DLC:s till Wii U kan köpas på Nintendo eShop.
| Sång                                 | Artist                                   | Svårighetsgrad | År   | Spelarläge             | Dansare | Releasedatum     | Pris  |
| ------------------------------------ | ---------------------------------------- | -------------- | ---- | ---------------------- | ------- | ---------------- | ----- |
| "Roar"                               | Katy Perry                               | Medium         | 2013 | Solo                   | ♀       | 1 oktober 2013   | $0.00 |
| "Pound The Alarm"                    | Nicki Minaj                              | Hardest        | 2012 | Extrem version/Solo    | ♂       | 1 oktober 2013   | $1.99 |
| "Can't Hold Us"                      | Macklemore och Ryan Lewis med Ray Dalton | Hard           | 2012 | Solo                   | ♂       | 1 oktober 2013   | $2.99 |
| "Wake Me Up"                         | Avicii med Aloe Blacc                    | Medium         | 2013 | Solo                   | ♂       | 1 oktober 2013   | $2.99 |
| "What About Love"                    | Austin Mahone                            | Medium         | 2013 | Solo                   | ♂       | 26 november 2013 | $2.99 |
| "American Girl"                      | Bonnie McKee                             | Medium         | 2013 | Solo                   | ♀       | 26 november 2013 | $2.99 |
| "One Way or Another (Teenage Kicks)" | One Direction                            | Medium         | 2013 | Solo                   | ♂       | 26 november 2013 | $2.99 |
| "Sexy and I Know It" (H)/(JWiiU)     | LMFAO                                    | Medium         | 2011 | Solo                   | ♂       | 26 november 2013 | $2.99 |
| "Blurred Lines"                      | Robin Thicke med Pharrell Williams       | Hardest        | 2013 | Extrem version/Solo    | ♀       | 26 november 2013 | $1.99 |
| "The Other Side" (P)                 | Jason Derulo                             | Hard           | 2013 | Solo                   | ♂       | 26 november 2013 | $2.99 |
| "Dançando" (P)                       | Ivete Sangalo                            | Medium         | 2013 | Solo                   | ♀       | 26 november 2013 | $2.99 |
| "Don't You Worry Child"              | Swedish House Mafia med John Martin      | Medium         | 2012 | Solo                   | ♂       | 17 december 2013 | $2.99 |
| "I Need Your Love"                   | Calvin Harris med Ellie Goulding         | Hard           | 2013 | Solo                   | ♀       | 17 december 2013 | $2.99 |
| "Can't Get Enough"                   | Becky G feat. Pitbull                    | Medium         | 2013 | Solo                   | ♀       | 17 december 2013 | $2.99 |
| "My Main Girl"                       | MainStreet                               | Easy           | 2013 | Solo                   | ♀       | 17 december 2013 | $2.99 |
| "Gangnam Style" (4D)/(JWiiU)         | PSY                                      | Hard           | 2012 | Duet                   | ♂/♀-♂-♀ | 17 december 2013 | $2.99 |
| "Applause"                           | Lady Gaga                                | Hard           | 2013 | Alternate Version/Solo | ♀       | 17 december 2013 | $1.99 |
| "#thatPOWER"                         | will.i.am med Justin Bieber              | Hard           | 2013 | On-Stage Mode          | ♂/♂/♂   | 17 december 2013 | $1.99 |
| "Timber"                             | Pitbull med Ke$ha                        | Medium         | 2013 | Duet                   | ♀/♂**   | 11 februari 2014 | $2.99 |
| "Rock N Roll"                        | Avril Lavigne                            | Easy           | 2013 | Solo                   | ♀       | 11 februari 2014 | $2.99 |
| "Die Young" (4D)                     | Ke$ha                                    | Hard           | 2012 | Duet                   | ♀/♀     | 11 februari 2014 | $2.99 |
| "Just Dance"                         | Lady Gaga med Colby O'Donis              | Medium         | 2008 | Sweat Version/Solo     | ♂       | 11 februari 2014 | $1.99 |
| "Part of Me" (4D)/(JWiiU)            | Katy Perry                               | Hard [Medium]  | 2012 | Solo                   | ♀       | 27 mars 2014     | $2.99 |
| "Funhouse" (4D)                      | Pink                                     | Hard           | 2009 | Solo                   | ♀       | 27 mars 2014     | $2.99 |
| "Moves Like Jagger" (4)              | Maroon 5 med Christina Aguilera          | Medium         | 2012 | Solo                   | ♂       | 22 april 2014    | $2.99 |
| "Beauty and a Beat" (4)              | Justin Bieber med Nicki Minaj            | Hard           | 2012 | Solo                   | ♂       | 22 april 2014    | $2.99 |
| "We R Who We R" (4D)                 | Ke$ha                                    | Medium         | 2010 | Solo                   | ♀       | 22 april 2014    | $2.99 |
| "One Thing" (4D)                     | One Direction                            | Easy           | 2012 | Duet                   | ♀/♂     | 22 april 2014    | $2.99 |
| "Waking Up in Vegas"                 | Katy Perry                               | Medium         | 2009 | Solo                   | ♀       | 22 april 2014    | $2.99 |
| "The World is Ours" (R)              | David Correy med Monobloco               | Medium         | 2014 | Solo                   | ♂       | 9 maj 2014       | $2.99 |

- En "*" visar att sången är en cover-version, inte originalet.
- Ett "(P)" visar att sången endast är nedladdningsbar i PAL-regionen.
- Ett "(H)" visar att sången finns även med i The Hip Hop Dance Experience.
- Ett "(JWiiU)" visar att sången finns även med i Just Dance Wii U.
- En "(4)" visar att sången finns även med i Just Dance 4.
- Ett "(4D)" visar att sången även fanns som ett DLC i Just Dance 4.
- Ett "(R)" visar att sången är begränsad i USA och Kanada.
- En "♀**" och/eller "♂**" visar dansaren/dansarna är återvänder i andra kläder.
- Svårighetsgrader inom hakparentes "[ ]" visar sångens nivå (JWiiU).

### Xbox One
| Sång                                 | Artist                                     | Svårighetsgrad | År   | Spelarläge              | Dansare | Releasedatum     | Pris  |
| ------------------------------------ | ------------------------------------------ | -------------- | ---- | ----------------------- | ------- | ---------------- | ----- |
| "Roar"                               | Katy Perry                                 | Medium         | 2013 | Solo                    | ♀       | 1 October 2013   | $0.00 |
| "Pound The Alarm"                    | Nicki Minaj                                | Hardest        | 2012 | Extrem version/Solo     | ♂       | 1 October 2013   | $1.99 |
| "Can't Hold Us"                      | Macklemore och Ryan Lewis feat. Ray Dalton | Hard           | 2012 | Solo                    | ♂       | 1 October 2013   | $2.99 |
| "Wake Me Up"                         | Avicii med Aloe Blacc                      | Medium         | 2013 | Solo                    | ♂       | 1 October 2013   | $2.99 |
| "What About Love"                    | Austin Mahone                              | Medium         | 2013 | Solo                    | ♂       | 26 November 2013 | $2.99 |
| "American Girl"                      | Bonnie McKee                               | Medium         | 2013 | Solo                    | ♀       | 26 November 2013 | $2.99 |
| "One Way or Another (Teenage Kicks)" | One Direction                              | Medium         | 2013 | Solo                    | ♂       | 26 November 2013 | $2.99 |
| "Sexy and I Know It" (H)/(JWiiU)     | LMFAO                                      | Medium         | 2011 | Solo                    | ♂       | 26 November 2013 | $2.99 |
| "Blurred Lines"                      | Robin Thicke med Pharrell Williams         | Hardest        | 2013 | Extrem version/Solo     | ♀       | 26 November 2013 | $1.99 |
| "The Other Side" (P)                 | Jason Derulo                               | Hard           | 2013 | Solo                    | ♂       | 26 November 2013 | $2.99 |
| "Dançando" (P)                       | Ivete Sangalo                              | Medium         | 2013 | Solo                    | ♀       | 26 November 2013 | $2.99 |
| "Don't You Worry Child"              | Swedish House Mafia med John Martin        | Medium         | 2012 | Solo                    | ♂       | 17 december 2013 | $2.99 |
| "I Need Your Love"                   | Calvin Harris med Ellie Goulding           | Hard           | 2013 | Solo                    | ♀       | 17 december 2013 | $2.99 |
| "Can't Get Enough"                   | Becky G feat. Pitbull                      | Medium         | 2013 | Solo                    | ♀       | 17 december 2013 | $2.99 |
| "My Main Girl"                       | MainStreet                                 | Easy           | 2013 | Solo                    | ♀       | 17 december 2013 | $2.99 |
| "Gangnam Style" (4D)/(JWiiU)         | PSY                                        | Hard           | 2012 | Duett                   | ♂/♀-♂-♀ | 17 december 2013 | $2.99 |
| "Applause"                           | Lady Gaga                                  | Hard           | 2013 | Alternativ version/Solo | ♀       | 17 december 2013 | $1.99 |
| "#thatPOWER"                         | will.i.am med Justin Bieber                | Hard           | 2013 | On-Stage Mode           | ♂/♂/♂   | 17 december 2013 | $1.99 |
| "Timber"                             | Pitbull med Ke$ha                          | Medium         | 2013 | Duett                   | ♀/♂**   | 11 February 2014 | $2.99 |
| "Rock N Roll"                        | Avril Lavigne                              | Easy           | 2013 | Solo                    | ♀       | 11 February 2014 | $2.99 |
| "Die Young" (4D)                     | Ke$ha                                      | Hard           | 2012 | Duett                   | ♀/♀     | 11 February 2014 | $2.99 |
| "Just Dance"                         | Lady Gaga feat. Colby O'Donis              | Medium         | 2008 | Sweat Version/Solo      | ♂       | 11 February 2014 | $1.99 |
| "Part of Me" (4D)/(JWiiU)            | Katy Perry                                 | Hard [Medium]  | 2012 | Solo                    | ♀       | 27 March 2014    | $2.99 |
| "Funhouse" (4D)                      | Pink                                       | Hard           | 2009 | Solo                    | ♀       | 27 March 2014    | $2.99 |
| "Moves Like Jagger" (4)              | Maroon 5 med Christina Aguilera            | Medium         | 2012 | Solo                    | ♂       | 22 april 2014    | $2.99 |
| "Beauty and a Beat" (4)              | Justin Bieber med Nicki Minaj              | Hard           | 2012 | Solo                    | ♂       | 22 april 2014    | $2.99 |
| "We R Who We R" (4D)                 | Ke$ha                                      | Medium         | 2010 | Solo                    | ♀       | 22 april 2014    | $2.99 |
| "One Thing" (4D)                     | One Direction                              | Easy           | 2012 | Duet                    | ♀/♂     | 22 april 2014    | $2.99 |
| "Waking Up in Vegas"                 | Katy Perry                                 | Medium         | 2009 | Solo                    | ♀       | 22 april 2014    | $2.99 |
| "The World is Ours" (R)              | David Correy med Monobloco                 | Medium         | 2014 | Solo                    | ♂       | 9 May 2014       | $2.99 |

- En "*" visar att sången är en cover-version, inte originalet.
- Ett "(P)" visar att sången endast är nedladdningsbar i PAL-regionen.
- Ett "(H)" visar att sången finns även med i  The Hip Hop Dance Experience.
- Ett "(JWiiU)" visar att sången finns även med i Just Dance Wii U.
- Ett "(4D)" visar att sången fanns även som ett DLC i Just Dance 4.
- Ett "(R)" visar att sången är begränsad i USA och Kanada.
- En "♀**" och/eller "♂**" visar att dansaren/dansarna återvänder i andra kläder.
- Svårighetsgrader inom hakparentes "[ ]" visar sångens nivå (JWiiU).

### PlayStation 4
| Sång                                 | Artist                                   | Svårighetsgrad | År   | Spelarläge              | Dansare | Releasedatum     | Pris  |
| ------------------------------------ | ---------------------------------------- | -------------- | ---- | ----------------------- | ------- | ---------------- | ----- |
| "Roar"                               | Katy Perry                               | Medium         | 2013 | Solo                    | ♀       | 1 oktober 2013   | $0.00 |
| "Pound The Alarm"                    | Nicki Minaj                              | Hardest        | 2012 | Extreme Version/Solo    | ♂       | 1 oktober 2013   | $1.99 |
| "Can't Hold Us"                      | Macklemore och Ryan Lewis med Ray Dalton | Hard           | 2012 | Solo                    | ♂       | 1 oktober 2013   | $2.99 |
| "Wake Me Up"                         | Avicii med Aloe Blacc                    | Medium         | 2013 | Solo                    | ♂       | 1 oktober 2013   | $2.99 |
| "What About Love"                    | Austin Mahone                            | Medium         | 2013 | Solo                    | ♂       | 26 november 2013 | $2.99 |
| "American Girl"                      | Bonnie McKee                             | Medium         | 2013 | Solo                    | ♀       | 26 november 2013 | $2.99 |
| "One Way or Another (Teenage Kicks)" | One Direction                            | Medium         | 2013 | Solo                    | ♂       | 26 november 2013 | $2.99 |
| "Sexy and I Know It" (H)/(JWiiU)     | LMFAO                                    | Medium         | 2011 | Solo                    | ♂       | 26 november 2013 | $2.99 |
| "Blurred Lines"                      | Robin Thicke med Pharrell Williams       | Hardest        | 2013 | Extreme Version/Solo    | ♀       | 26 november 2013 | $1.99 |
| "The Other Side" (P)                 | Jason Derulo                             | Hard           | 2013 | Solo                    | ♂       | 26 november 2013 | $2.99 |
| "Dançando" (P)                       | Ivete Sangalo                            | Medium         | 2013 | Solo                    | ♀       | 26 november 2013 | $2.99 |
| "Don't You Worry Child"              | Swedish House Mafia med John Martin      | Medium         | 2012 | Solo                    | ♂       | 17 december 2013 | $2.99 |
| "I Need Your Love"                   | Calvin Harris med Ellie Goulding         | Hard           | 2013 | Solo                    | ♀       | 17 december 2013 | $2.99 |
| "Can't Get Enough"                   | Becky G med Pitbull                      | Medium         | 2013 | Solo                    | ♀       | 17 december 2013 | $2.99 |
| "My Main Girl"                       | MainStreet                               | Easy           | 2013 | Solo                    | ♀       | 17 december 2013 | $2.99 |
| "Gangnam Style" (4D)/(JWiiU)         | PSY                                      | Hard           | 2012 | Duett                   | ♂/♀-♂-♀ | 17 december 2013 | $2.99 |
| "Applause"                           | Lady Gaga                                | Hard           | 2013 | Alternativ version/Solo | ♀       | 17 december 2013 | $1.99 |
| "#thatPOWER"                         | will.i.am med Justin Bieber              | Hard           | 2013 | On-Stage Mode           | ♂/♂/♂   | 17 december 2013 | $1.99 |
| "Timber"                             | Pitbull med Ke$ha                        | Medium         | 2013 | Duett                   | ♀/♂**   | 11 februari 2014 | $2.99 |
| "Rock N Roll"                        | Avril Lavigne                            | Easy           | 2013 | Solo                    | ♀       | 11 februari 2014 | $2.99 |
| "Die Young" (4D)                     | Ke$ha                                    | Hard           | 2012 | Duett                   | ♀/♀     | 11 februari 2014 | $2.99 |
| "Just Dance"                         | Lady Gaga med Colby O'Donis              | Medium         | 2008 | Sweat Version/Solo      | ♂       | 11 februari 2014 | $1.99 |
| "Part of Me" (4D)/(JWiiU)            | Katy Perry                               | Hard [Medium]  | 2012 | Solo                    | ♀       | 27 mars 2014     | $2.99 |
| "Funhouse" (4D)                      | Pink                                     | Hard           | 2009 | Solo                    | ♀       | 27 mars 2014     | $2.99 |
| "Moves Like Jagger" (4)              | Maroon 5 med Christina Aguilera          | Medium         | 2012 | Solo                    | ♂       | 22 april 2014    | $2.99 |
| "Beauty and a Beat" (4)              | Justin Bieber med Nicki Minaj            | Hard           | 2012 | Solo                    | ♂       | 22 april 2014    | $2.99 |
| "We R Who We R" (4D)                 | Ke$ha                                    | Medium         | 2010 | Solo                    | ♀       | 22 april 2014    | $2.99 |
| "One Thing" (4D)                     | One Direction                            | Easy           | 2012 | Duett                   | ♀/♂     | 22 april 2014    | $2.99 |
| "Waking Up in Vegas"                 | Katy Perry                               | Medium         | 2009 | Solo                    | ♀       | 22 april 2014    | $2.99 |
| "The World is Ours" (R)              | David Correy med Monobloco               | Medium         | 2014 | Solo                    | ♂       | 9 maj 2014       | $2.99 |

- En "*" visar att sången är en cover-version, inte originalet.
- Ett "(P)" visar att sången endast är nedladdningsbar i PAL-regionen.
- Ett "(H)" visar att sången finns även med i  The Hip Hop Dance Experience.
- Ett "(JWiiU)" visar att sången finns även med i  Just Dance Wii U.
- Ett "(4D)" visar att sången fanns även som ett DLC i Just Dance 4.
- Ett "(R)" visar att sången är begränsad i USA och Kanada.
- En "♀**" och/eller "♂**"  visar att dansaren/dansarna  återvänder i andra kläder.
- Svårighetsgraden inom hakparentes "[ ]" visar sångens nivå (JWiiU).